# Helicolestes
Helicolestes is een monotypisch geslacht van vogels uit de familie van de havikachtigen (Accipitridae). De wetenschappelijke naam van het geslacht is voor het eerst geldig gepubliceerd in 1918 door Bangs en Thomas Edward Penard. De volgende soort is bij het geslacht ingedeeld:
- Helicolestes hamatus – Slanksnavelwouw